# Taku-Forts

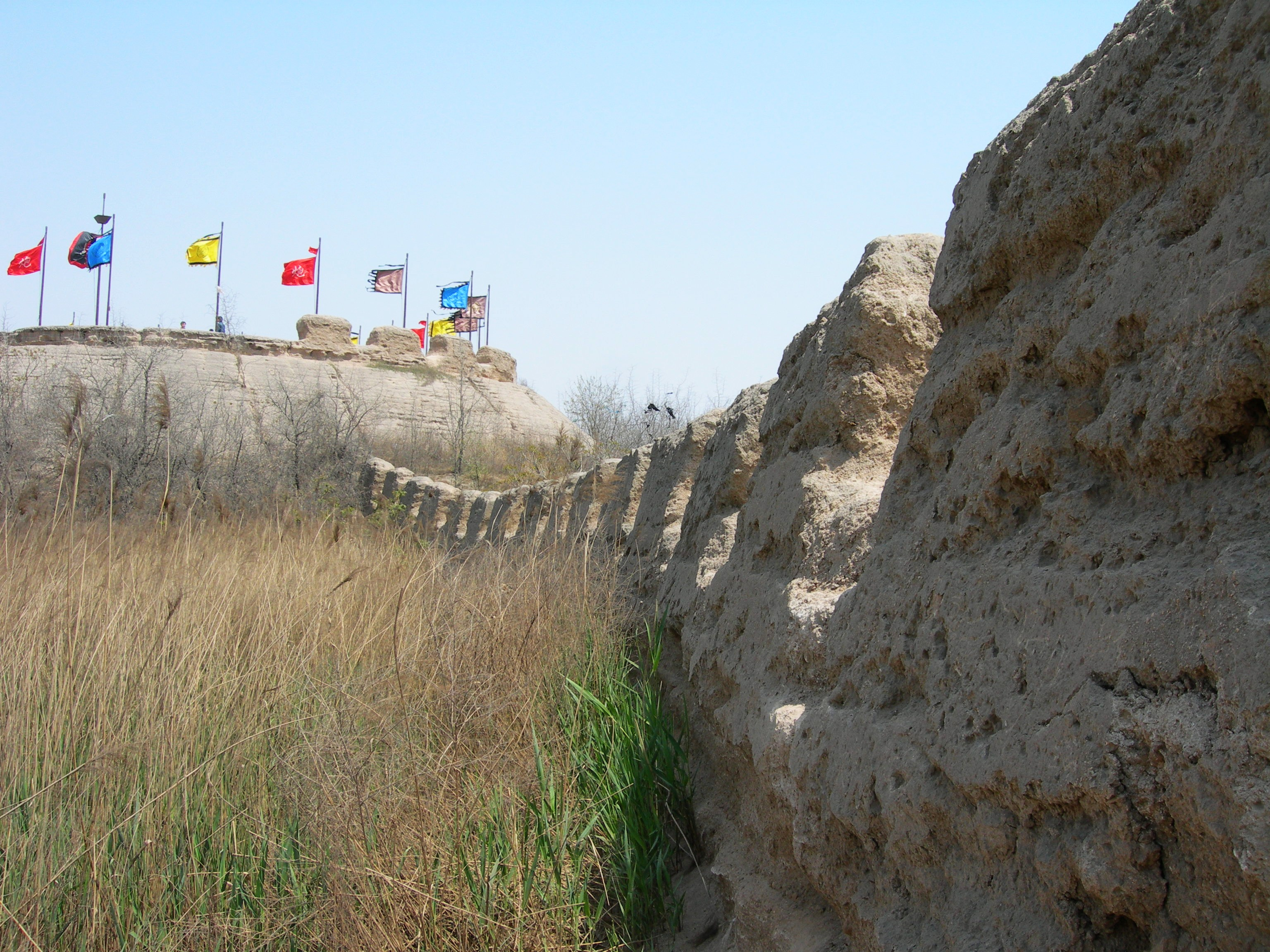
Detailansicht im Jahr 2006

Die Taku-Forts (chinesisch 大沽炮台; Pinyin Dàgū Pàotái, wörtlich Taku-Batterien; auch Peiho-Forts genannt, chinesisch 白河碉堡; Pinyin: Báihé Diāobǎo) sind Forts an der Mündung des Flusses Hai He (Peiho), im Stadtbezirk Tanggu der Stadt Tianjin (Tientsin), die in Nordostchina unweit von Peking liegt. Die Forts befinden sich etwa 60 km südöstlich des Stadtzentrums von Tianjin.
Die Verteidigungsanlagen wurden zu Beginn des 20. Jahrhunderts größtenteils geschleift. Zwei Forts bestehen noch heute, eines am Südufer, das andere am Nordufer des Hai He. Das südlich gelegene Taku-Fort wurde seit 1988 restauriert und für die Öffentlichkeit im Juni 1997 zugänglich gemacht.

## Geschichte

Die Rückseite des Taku-Forts, links ist die französische Fahne und rechts die britische zu erkennen

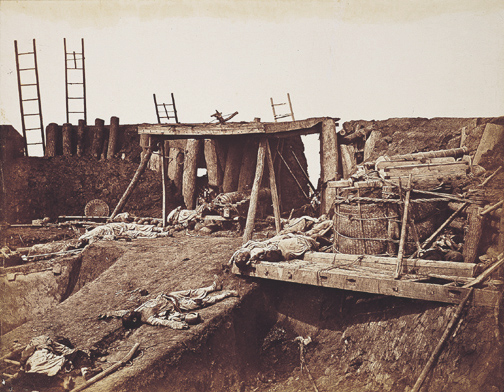
Nördlich gelegenes Taku-Fort nach der Erstürmung im Zweiten Opiumkrieg 1860

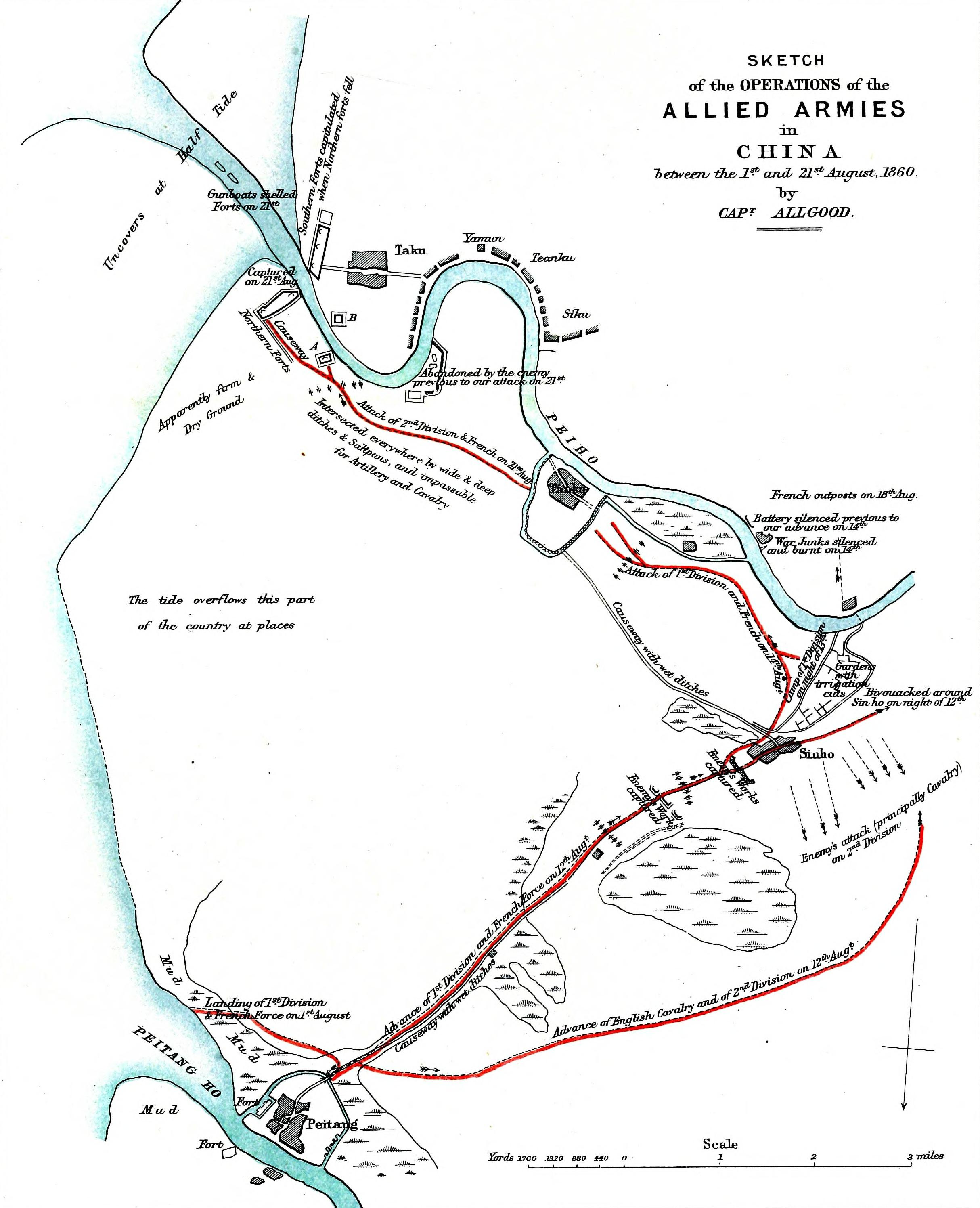
Lage der Forts um 1900 (zu beachten ist der Nordpfeil)

Das erste Fort entstand zwischen 1522 und 1527 während der Ming-Dynastie unter der Regierung des Kaisers Jiajing.
Es sollte dem unmittelbaren Schutz von Tianjin vor fremden Invasoren, wie den Wokou schützen.
1816 wurde die Anlage um zwei Forts an der Mündung des Hai He erweitert. So wollte die Qing-Dynastie einer zunehmenden Bedrohung aus dem Westen begegnen.
1841 während des ersten Opiumkriegs wurde die Anlage noch einmal wesentlich erweitert und umfasste schließlich fünf große und 20 kleinere Forts.
Zehn Jahre später wurde unter dem Militärmachthaber Senggerinchin eine umfangreiche Erneuerung durchgeführt. Es wurden sechs große Forts errichtet: zwei auf dem südlichen Teil der Flussmündung mit Namen „Wēi“ (威-Macht) und „Zhèn“(震-Donner oder Beben), drei an der Nordseite, „Hǎi“(海-Meer), „Mén“(门-Tor) „Gāo“ (高-Höhe), und ein Sechstes, das „Shitoufeng“ (石头缝-Steinsaum)-Fort, welches auf einem schmalen Grat an der nördlichen Küste errichtet wurde. Jedes Fort besaß drei groß- und 20 kleinkalibrige Kanonen. Die zwischen 10 und 15 m hohen Anlagen bestanden aus einer Struktur aus Holz und Stein mit einer 60 cm dicken Außenverstärkung aus Beton.
Im Zweiten Opiumkrieg wurden die Forts zweimal von den westlichen Truppen erobert, am 20. Mai 1858 durch Admiral Michael Seymour und erneut im August 1860 nach der Wiederaufnahme der Feindseligkeiten.
Die meisten der Forts wurden während der anlässlich des Boxeraufstands (1899–1901) durchgeführten Invasion Chinas durch die Vereinigten acht Staaten geschleift. Am 17. Juni 1900 wurden die Forts nach heftigen Gefechten von verbündeten Truppen erobert.

## Trivia
- In München existiert im Stadtbezirk Trudering-Riem im Unterbezirk Waldtrudering eine Straße mit dem Namen "Taku-Fort-Straße".